# 坎寧安 (喬治亞州)
坎寧安（英語：Cunningham）是位於美國喬治亞州弗洛伊德縣的一個非建制地區。該地的面積和人口皆未知。

## 地理
坎寧安的座標為34°09′54″N 85°15′48″W / 34.16500°N 85.26333°W，而該地的平均海拔高度為210米（即689英尺）。